# Micropatterning

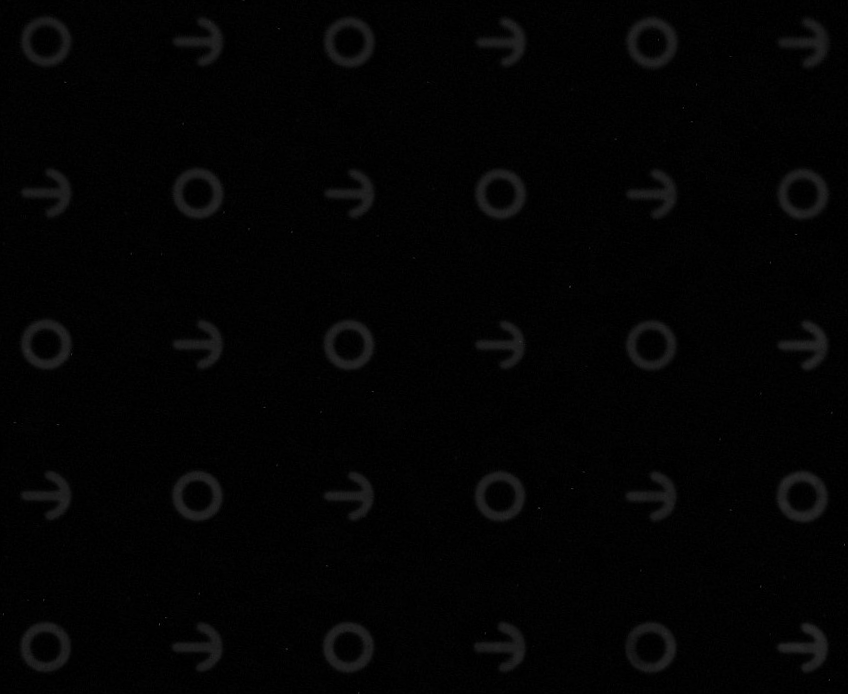
I Micropattern di fibronectina fluorescente su una superficie di vetro

Micropatterning è l'arte di miniaturizzare dei pattern/schemi. Si usa in particolare in elettronica e sta diventando uno standard nell'ingegneria dei biomateriali e nella ricerca nella biologica cellulare per mezzo di una litografia leggera.
Di solito si applicano i metodi della fotolitografia ma molte tecniche sono state sviluppate.
In biologia cellulare, i micropattern possono essere usati per controllare la geometria di adesione e quindi l'orientamento dell'asse di divisione cellulare.
I micropattern possono essere creati su un'ampia varietà di substrati, dal vetro al poliacrilamide e al PDMS.